# Дарницький бульвар
Да́рницький бульва́р — бульвар у Дніпровському районі м. Києва, житловий масив Північно-Броварський. Простягається від вулиці Андрія Малишка до вулиці Князя Романа Мстиславича.
Прилучаються вулиці Анатолія Солов'яненка і Міста Шалетт.

## Історія
Бульвар виник 1950-ті роки XX століття під назвою Центра́льний. Сучасну назву отримав у 1955 році. До 1967 року складав єдину вулицю з бульваром Івана Котляревського (розділений у зв'язку із прокладенням наземної дільниці Святошинсько-Броварської лінії метрополітену).

## Будівлі та заклади
- № 23 — поштове відділення № 192, УДППЗ Укрпошта

### Житлові будинки
| №   | Серія                 | Кількість поверхів | Дата спорудження |
| --- | --------------------- | ------------------ | ---------------- |
| 1   | індивідуальний проєкт | 16                 | 1983             |
| 1А  | індивідуальний проєкт | 16                 | 1984             |
| 3   | індивідуальний проєкт | 16                 | 1988             |
| 3А  | індивідуальний проект | 16                 | 1985             |
| 4   | 1-464                 | 9                  | 1971             |
| 4А  | 1-464                 | 9                  | 1972             |
| 7   | 1-464А-52/12          | 12                 | 1974             |
| 8   | індивідуальний проєкт | 20                 | 2005             |
| 9   | 1-480                 | 5                  | 1965             |
| 10  | Т-134                 | 25                 | 2006             |
| 10А | Т-134                 | 25                 | 2007             |
| 11  | 1-480                 | 5                  | 1964             |
| 12  | Т-134                 | 25                 | 2006             |
| 13  | 1-480                 | 5                  | 1964             |
| 15  | 1-480                 | 5                  | 1964             |
| 17  | 1-480                 | 5                  | 1964             |
| 19  | 1-480                 | 5                  | 1964             |
| 21  | 1-480                 | 5                  | 1964             |

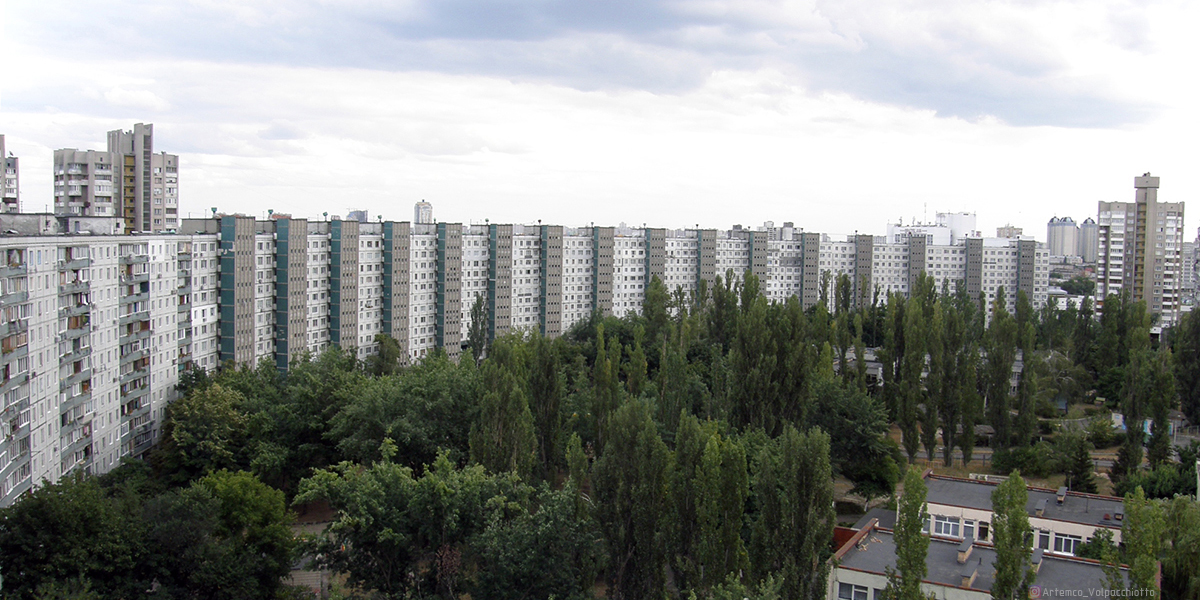
будинок-напівкружка Дарницький бул., 7 (ліворуч) і вул. Малишка, 3

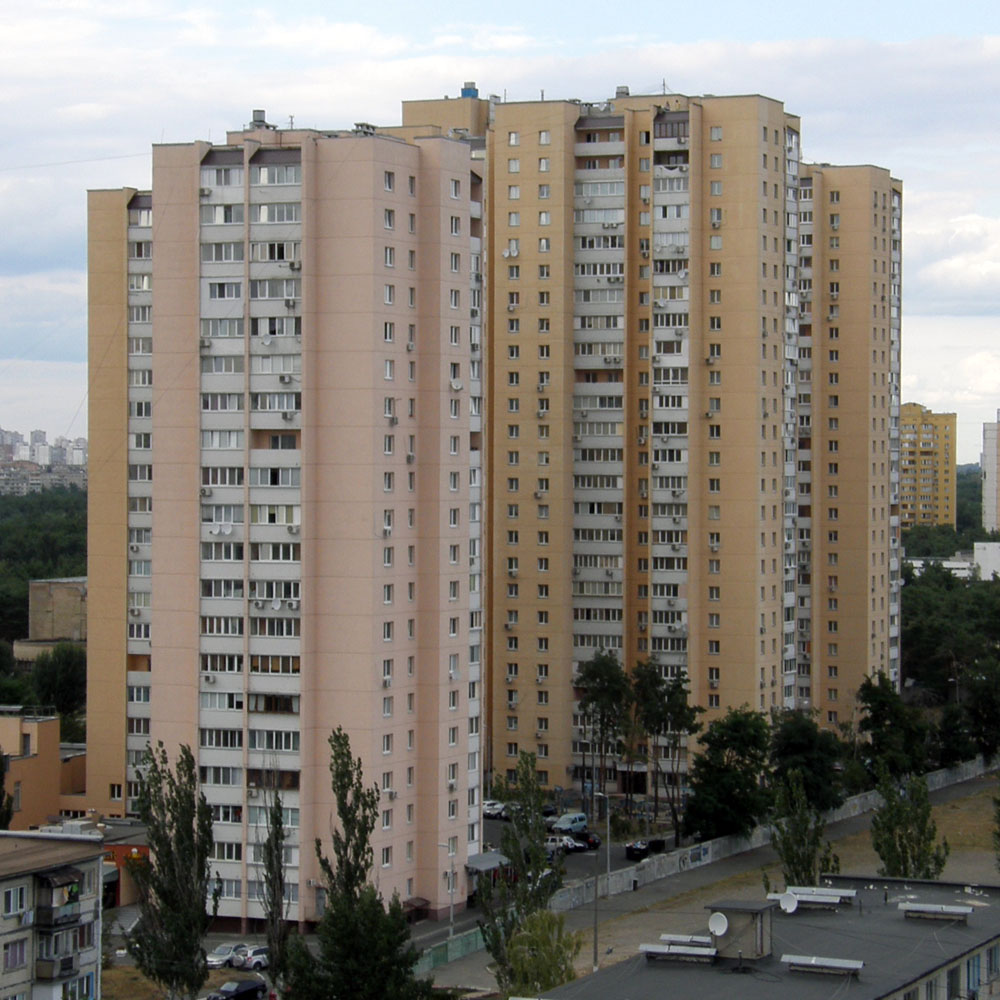
№№ 10, 10а і 12

№ 7 — 8 секцій проєкту 1-464А-52/12, разом із повернутими на протилежний бік 16 секціями з иншою адресою утворює ⅜ кола.
В кінцевій частині бульвару у 2005—2012 роках побудований житлово-офісний комплекс «Артеміда».